# Alfred W. Hales
Alfred Washington Hales (* 30. November 1938 in Pasadena, Kalifornien) ist ein US-amerikanischer Mathematiker, der sich mit Kombinatorik und Algebra befasst.
Hales studierte am Caltech und war dort als Student zweimal 1958/59 Putnam Fellow. 1960 erhielt er seinen Bachelor-Abschluss und 1962 wurde er bei Robert Dilworth am Caltech promoviert (On the nonexistence of free complete Boolean algebras). Als Post-Doktorand war er 1962/63 an der University of Cambridge. Von 1963 bis 1966 war er Benjamin Peirce Instructor an der Harvard University. Ab 1966 war er zunächst Assistant Professor und dann Professor an der University of California, Los Angeles, wo er zeitweilig der Fakultät vorstand. 1992 wurde er Professor Emeritus und leitete das Center for Communications and Computing des Institute for Defense Analyses.
1977/78 war er Gastwissenschaftler an der University of Warwick, 1986/97 am MSRI, dessen Board of Trustees er 1995 bis 1999 angehörte, und 1970/71 an der University of Washington.
Er ist für den Satz von Hales-Jewett (1963, mit Robert I. Jewett) aus der Ramseytheorie bekannt. Der Satz stellt die Existenz von regulären Strukturen bei genügend hohen Dimensionen sicher und wurde von ihnen für das Beispiel eines verallgemeinerten Spiels vom  Tic-Tac-Toe-Typ betrachtet und bewiesen. Spielt man das Spiel auf einem genügend hochdimensionalen Kubus bei vorgegebener Seitenlänge n und Anzahl der Spieler c gibt es immer eine Gewinnlösung (Reihe, Spalte oder Diagonale gleicher Farbe).
Er lieferte Beiträge zum Buch Shift Register Sequences von Solomon W. Golomb. Er befasste sich auch mit Gruppentheorie und Theorie von Moduln und Verbänden.
1971 gehörte er mit Jewett und anderen zu den ersten Empfängern des George-Pólya-Preises. Er ist Fellow der American Mathematical Society (2012) und der American Association for the Advancement of Science.
Er ist seit 1962 mit Virginia Green verheiratet und hat einen Sohn und zwei Töchter.